# Harling
Harling est une paroisse civile du Norfolk, en Angleterre. Elle est située dans le sud du comté, à une quinzaine de kilomètres à l'est de la ville de Thetford. Administrativement, elle relève du district de Breckland. Au recensement de 2011, elle comptait 2 142 habitants.
La paroisse se compose de plusieurs villages et hameaux dont le plus important est celui de East Harling. Elle comprend également les localités de West Harling, Middle Harling et Harling Road.

## Étymologie
Harling provient de *Herela, un nom d'homme, avec un suffixe vieil-anglais qui pourrait être -ingas ou -ing. Dans le premier cas, le nom désignerait une localité appartenant à la famille ou à la suite de cet Herela ; dans le second cas, la localité aurait simplement pris son nom. Il est attesté sous les formes Herlinge et Herlinga au XIe siècle, la seconde apparaissant dans le Domesday Book, à la fin du XIe siècle.

## Transports
La gare de Harling Road (en), située à 2,5 kilomètres au nord-est d'East Harling, est desservie par les trains de la Breckland line (en) qui relie Cambridge à Norwich.

## Personnalités liées
- Le député Richard Croftes (vers 1740-1783) est enterré à West Harling.
- Le botaniste Henry Nicholas Ridley (1855-1956) est né à West Harling[3].